# Shangqiu
Shangqiu (chiń. 商丘; pinyin Shāngqiū) – miasto o statusie prefektury miejskiej we wschodnich Chinach, w prowincji Henan. W 2010 roku liczba mieszkańców miasta wynosiła 181 398. Prefektura miejska w 1999 roku liczyła 8 035 616 mieszkańców.